# Rådhuspladsen

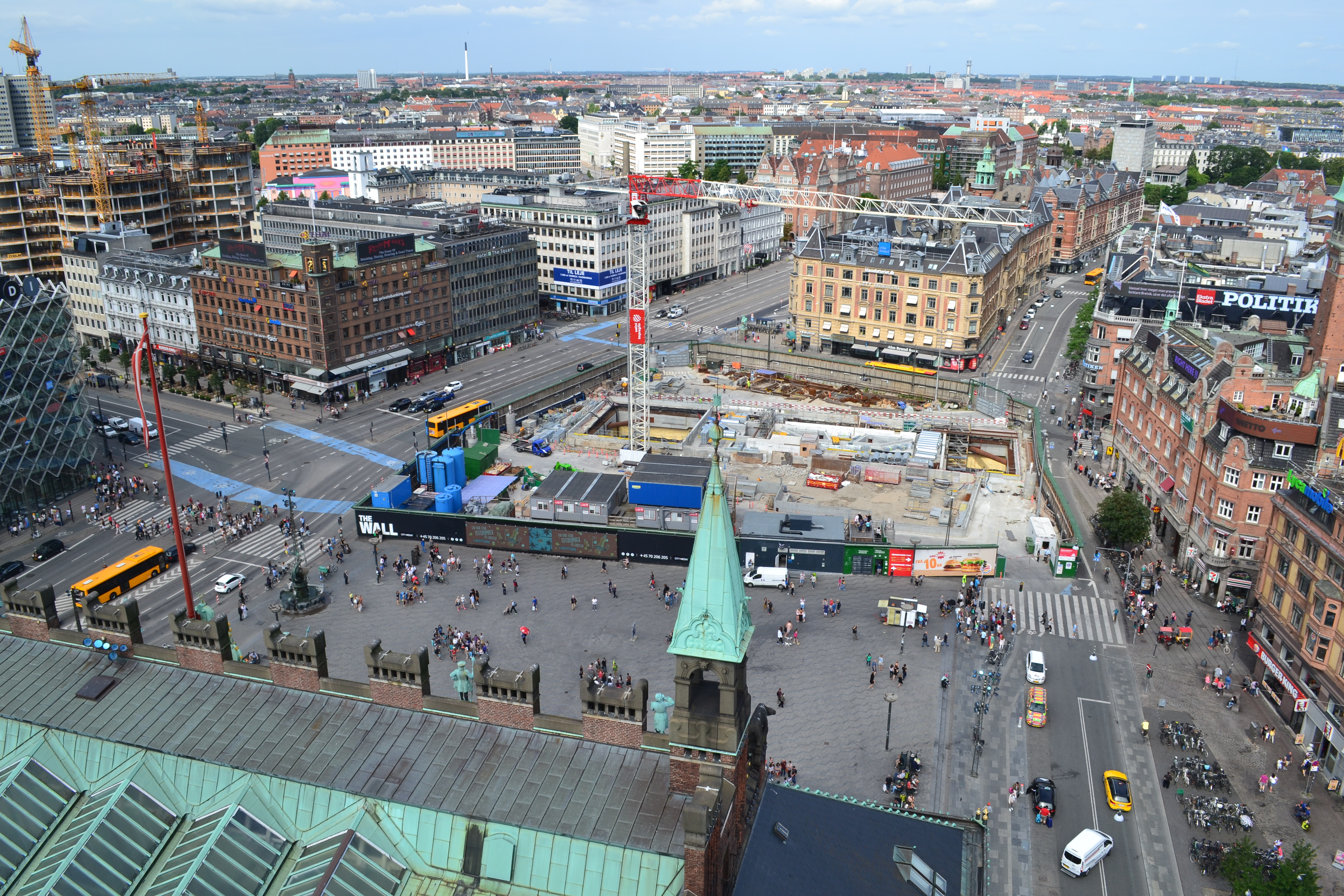
Rådhuspladsen par jour, vu de la tour de la mairie

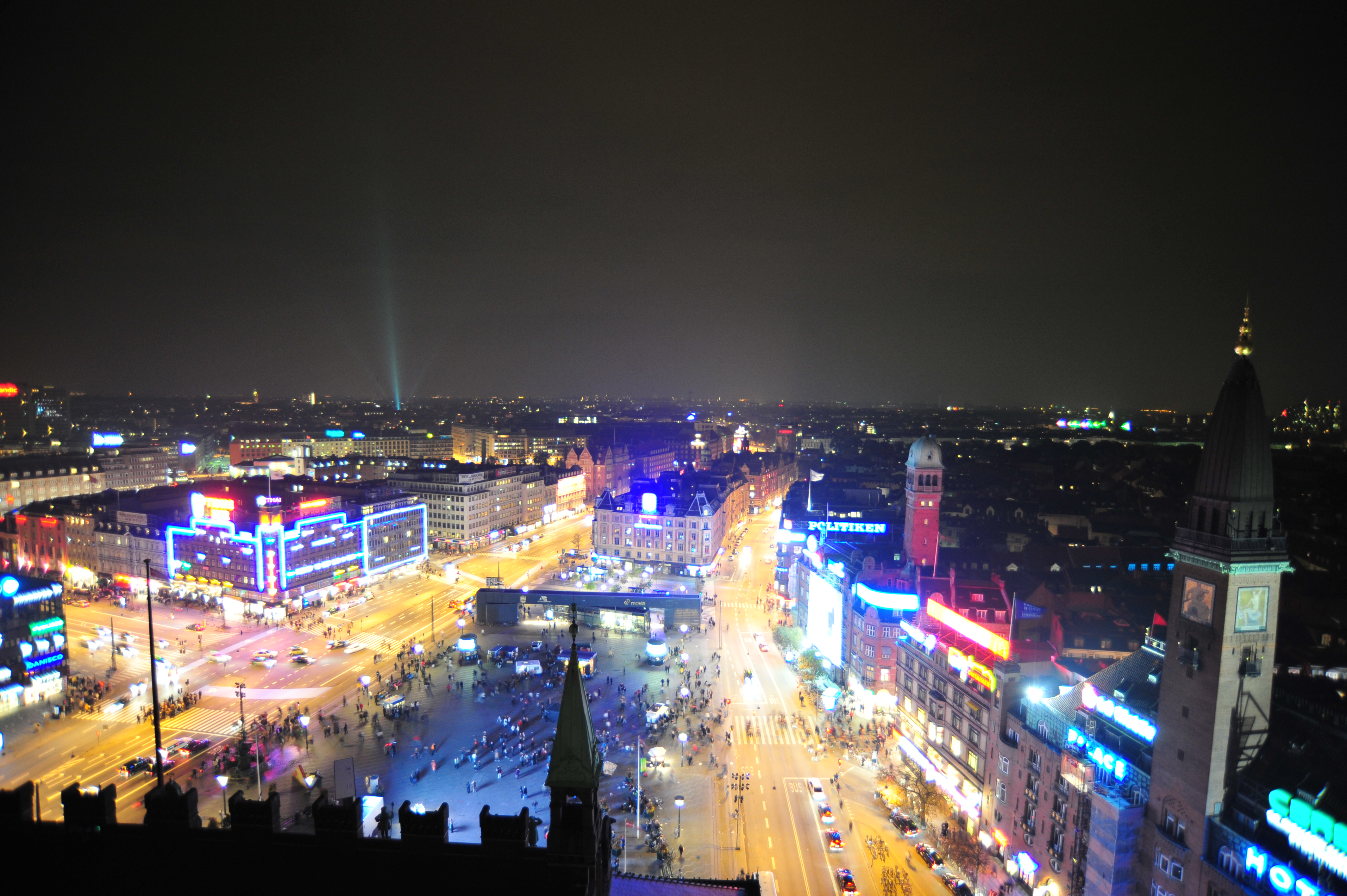
Rådhuspladsen la nuit.

Rådhuspladsen (en français, place de la Mairie ou de l'Hôtel-de-Ville) est la place située devant l'hôtel de ville de Copenhague au Danemark.

## Situation et accès
La Rådhuspladsen est une place située au cœur du centre-ville historique de Indre By à Copenhague. La principale rue piétonne commerçante de la capitale danoise, Strøget, relie la place de l'Hôtel-de-Ville à la place de Kongens Nytorv. À l'opposé de Strøget s'étend la grande artère de Vesterbrogade qui longe Frederiksberg. Sur un autre côté de la place passe le large et souvent embouteillé boulevard H.C. Andersens. Enfin, la Vester Voldgade (en) (rue des Remparts Ouest) conduit jusqu'au pont basculant de Langebro, qui permet de relier Seeland à l'île d'Amager, au niveau du port de Copenhague.
Depuis le 29 septembre 2019, Rådhuspladsen est desservie par la ligne 3 du métro de Copenhague.

## Historique
Lors du démantèlement des remparts de Copenhague, vers 1850, a été décidée la création d'une vaste esplanade pour y présenter des expositions universelles. En 1880 fut lancé le projet de construction d'un nouvel hôtel de ville. En 1888, l'architecte danois Martin Nyrop remporta le concours d'architecte avec la collaboration de son collègue Vilhelm Dahlerup. Les travaux débutèrent en 1894 et le nouvel édifice de l'hôtel de ville de Copenhague fut inauguré en 1905.

## Bâtiments remarquables et lieux de mémoire
Sur la Rådhuspladsen s'élève le bâtiment des éditions JP/Politikens Hus, qui publient notamment le grand quotidien Politiken. 
On y trouve également une statue de Hans Christian Andersen et un musée qui lui est consacré : le "H.C. Andersen eventyrhuset" (H.C. Andersen la maison des contes de fées), où l'on peut déambuler dans les rues de l'Odense du XIXe siècle avant d'entendre conter ses histoires au travers de dioramas animés.